# مطار ميلانو مالبينسا
مطار مالبينسا ميلانو (إياتا: MXP، إيكاو: LIMC) هو مطار دولي، يقع 39.97 كلم (24.83 ميل) شمال غرب مركز ميلانو. وهو واحد من ثلاثة مطارات تخدم منطقة ميلانو الحضرية. احتل المطار المرتبة الثانية في إيطاليا، ويتكون من محطتين جويتين، المحطة الأولى مخصصة لجميع الرحلات الداخلية والدولية، فيما خصصت المحطة الثانية لشركات الطيران المنخفضة التكلفة.

## شركات الطيران والوجهات

### الركاب
تسير شركات االطيران التالية رحلات من وإلى مطار مالبينسا:
| شركـات طيـران                     | الوجهات |
| --------------------------------- | --- |
| طيران إيجيان                      | مطار أثينا الدولي، Thessaloniki |
| أير لينغس                         | موسمي: مطار دبلن الدولي |
| Aeroitalia                        | موسمي عارض: مطار مرسى علم الدولي، مطار شرم الشيخ الدولي |
| طيران ألبانيا                     | مطار تيرانا الدولي |
| الخطوط الجوية الجزائرية           | مطار هواري بومدين الدولي |
| إير كايرو                         | مطار القاهرة الدولي، مطار شرم الشيخ الدولي موسمي: مطار الغردقة الدولي، مطار الأقصر الدولي |
| طيران كندا                        | مطار مونتريال الدولي، مطار تورونتو بيرسون الدولي |
| طيران الصين                       | مطار بكين العاصمة الدولي، مطار شانغهاي بودنغ الدولي، مطار ونزهو يونجقيانج الدولي |
| Air Dolomiti                      | مطار فرانكفورت، مطار ميونخ الدولي |
| طيران أوروبا                      | مطار مدريد باراخاس الدولي |
| الخطوط الجوية الفرنسية            | مطار باريس شارل ديغول |
| Air Horizont                      | موسمي عارض: Olbia |
| طيران الهند                       | مطار انديرا غاندي الدولي |
| الخطوط الجوية السنغالية           | مطار بليز دياغني الدولي |
| طيران صربيا                       | مطار نيكولا تسلا في بلغراد |
| طيران البلطيق                     | مطار ريغا الدولي موسمي: Tampere |
| AlbaStar                          | موسمي: مطار كاتانيا-فونتاناروسا، مطار لامبيدوزا موسمي عارض: Cagliari |
| Albawings                         | مطار تيرانا الدولي |
| الخطوط الجوية الأمريكية           | مطار جون إف كينيدي الدولي |
| الخطوط الجوية النمساوية           | مطار فيينا الدولي |
| الخطوط الجوية الأذربيجانية        | مطار حيدر علييف الدولي |
| الخطوط الجوية البريطانية          | مطار لندن هيثرو |
| خطوط بروكسل الجوية                | مطار بروكسل الدولي |
| كاثي باسيفيك                      | مطار هونغ كونغ الدولي |
| الخطوط الجوية الكرواتية           | موسمي: مطار سبليت |
| Cyprus Airways                    | مطار لارنكا الدولي |
| خطوط دلتا الجوية                  | مطار هارتسفيلد جاكسون، مطار جون إف كينيدي الدولي |
| إيزي جيت                          | Alghero، مطار سخيبول أمستردام، مطار أثينا الدولي، مطار برشلونة الدولي، Bari، مطار بوردو ميرينياك، Brindisi، Cagliari، مطار كاتانيا-فونتاناروسا، مطار كوبنهاغن، مطار إدنبرة، Fuerteventura، مطار كريستيانو رونالدو، مطار الغردقة الدولي، Lamezia Terme ‏، Lanzarote، مطار لشبونة، مطار غاتويك، مطار لندن لوتن، مطار لوكسمبورغ، مطار مالقة الدولي، مطار مانشستر، مطار مراكش المنارة الدولي، مطار نانت، مطار نابولي، Olbia، مطار باليرمو الدولي، مطار ميورقة، مطار باريس شارل ديغول، مطار بورتو الدولي، مطار فاكلاف هافيل الدولي، مطار كيفلافيك الدولي، مطار شرم الشيخ الدولي، مطار بن غوريون الدولي، مطار تينيريفي الجنوبي موسمي: مطار قرجيطة، مطار بوفيه - تيه، مطار بلباو، مطار برمينغهام (تبدأ في 26 يونيو 2023)، مطار بريستول، مطار خانية الدولي ‏، Corfu، مطار فارو، Heraklion، مطار إيبيزا، Kefalonia، Kos، مطار لامبيدوزا، Lourdes، مطار مالطا الدولي، مطار مرسى علم الدولي، Menorca، مطار ميونخ الدولي (تستأنف 8 سبتمبر 2023)، مطار ميكونوس، Preveza/Lefkada، Rhodes، مطار سانتوريني (ثيرا) الوطني، مطار سكياثوس الدولي، مطار سبليت، مطار زادار، مطار زاكينثوس الدولي ‏ |
| مصر للطيران                       | مطار القاهرة الدولي |
| إل عال                            | مطار بن غوريون الدولي |
| طيران الإمارات                    | مطار دبي الدولي، مطار جون إف كينيدي الدولي |
| الخطوط الجوية الإثيوبية           | مطار أديس أبابا بولي الدولي، مطار زيورخ الدولي |
| الاتحاد للطيران                   | مطار أبو ظبي الدولي |
| إيفا للطيران                      | مطار تايوان تاويوان الدولي |
| يورو وينجز                        | مطار كولونيا بون الدولي، مطار دوسلدورف الدولي، مطار هامبورغ، مطار شتوتغارت الدولي |
| فين إير                           | مطار هلسنكي فانتا |
| FlyOne                            | مطار كيشيناو الدولي، مطار يريفان الدولي |
| طيران الخليج                      | مطار البحرين الدولي موسمي: مطار نيس كوت دازور |
| أيبيريا (شركة طيران)              | مطار مدريد باراخاس الدولي |
| طيران آيسلندا                     | موسمي: مطار كيفلافيك الدولي |
| الخطوط الجوية الإيرانية           | مطار الإمام الخميني الدولي |
| إيتا (شركة طيران)                 | مطار جون إف كينيدي الدولي موسمي: Cagliari |
| الخطوط الجوية الملكية الهولندية   | مطار سخيبول أمستردام |
| كوريا للطيران                     | مطار إنتشون الدولي |
| الخطوط الجوية الكويتية            | مطار الكويت الدولي |
| La Compagnie                      | مطار نيوآرك ليبرتي الدولي |
| لاتام البرازيل                    | مطار غواروليوس الدولي |
| خطوط لوت الجوية البولندية         | مطار وارسو فريدريك شوبان |
| لوفتهانزا                         | مطار فرانكفورت، مطار ميونخ الدولي |
| Lumiwings                         | Foggia |
| لوكس إير                          | مطار لوكسمبورغ |
| طيران الشرق الأوسط                | مطار بيروت رفيق الحريري الدولي |
| نيوس (شركة طيران)                 | مطار ألماتي الدولي، Amritsar، مطار القاهرة الدولي، Cancún، مطار باندارنيك الدولي، مطار بليز دياغني الدولي، Fuerteventura، مطار كناريا الكبرى، مطار خوسيه مارتي الدولي، Holguín، La Romana ‏، مطار مرسى علم الدولي، مطار موي الدولي، مطار نانجينغ الدولي، مطار جون إف كينيدي الدولي، Sal، مطار شرم الشيخ الدولي، مطار تينيريفي الجنوبي، مطار تورونتو بيرسون الدولي موسمي: مطار الملكة علياء الدولي، Boa Vista ‏، Brindisi، Cagliari، مطار كاتانيا-فونتاناروسا، Cayo Largo ‏، Corfu، مطار جربة جرجيس الدولي، مطار النفيضة الحمامات الدولي، Freeport، Heraklion، مطار إيبيزا، Karpathos، Kos، Lamezia Terme ‏، Lanzarote، مطار الأقصر الدولي، مطار فيلانا الدولي، مطار مرسى مطروح الدولي، مطار سير سيووساغور رامغولام الدولي، Menorca، مطار الحبيب بورقيبة الدولي، مطار سانجستر الدولي، مطار ميكونوس، Nosy Bé ‏، Olbia، مطار ميورقة، Patras، Rhodes، Rovaniemi، Samos، مطار سانتوريني (ثيرا) الوطني، مطار سكياثوس الدولي، مطار تيانجين الدولي، Varadero، مطار عبيد أماني كرومي الدولي موسمي عارض: مطار علامه إقبال الدولي، مطار سيالكوت الدولي                                     |
| آير شاتل النرويجية                | مطار أوسلو-غاردرموين |
| الطيران الجديد تونس               | موسمي عارض: مطار جربة جرجيس الدولي |
| الطيران العماني                   | مطار مسقط الدولي |
| الخطوط الجوية القطرية             | مطار حمد الدولي |
| الخطوط الملكية المغربية           | مطار محمد الخامس الدولي |
| الملكية الأردنية                  | مطار الملكة علياء الدولي |
| رايان إير                         | Aarhus، Alghero، مطار أليكانتي، مطار برشلونة الدولي، Bari، مطار برلين براندنبرغ، Brindisi، مطار هنري كواندا الدولي، Cagliari، مطار كاتانيا-فونتاناروسا، مطار دبلن الدولي، مطار كناريا الكبرى، Lamezia Terme ‏، مطار لندن ستانستد، مطار مدريد باراخاس الدولي، مطار مالقة الدولي، مطار مالطا الدولي، مطار مانشستر، مطار نابولي، مطار باليرمو الدولي، مطار بورتو الدولي، مطار إشبيلية، مطار تينيريفي الجنوبي، مطار بلنسية، مطار فيينا الدولي موسمي: Corfu، Heraklion، Kos، مطار ميورقة، مطار سانتوريني (ثيرا) الوطني، مطار تراباني-بيرغي، مطار زادار |
| الخطوط السعودية                   | مطار الملك عبد العزيز الدولي موسمي: مطار الأمير محمد بن عبد العزيز الدولي، مطار الملك خالد الدولي |
| الخطوط الجوية الإسكندنافية        | مطار كوبنهاغن، مطار أوسلو-غاردرموين، مطار ستوكهولم أرلاندا موسمي: Bergen، مطار ستافانغر الدولي |
| الخطوط الجوية السنغافورية         | مطار برشلونة الدولي، مطار شانغي سنغافورة |
| Sky Express ‏                      | مطار أثينا الدولي |
| صن إكسبريس                        | مطار عدنان مندريس موسمي: مطار أنطاليا |
| الخطوط الجوية الدولية السويسرية   | مطار زيورخ الدولي |
| تاب برتغال                        | مطار لشبونة |
| الخطوط الجوية الدولية التايلاندية | مطار سوفارنابومي الدولي (تستأنف 15 نوفمبر 2023) |
| الخطوط التونسية                   | مطار تونس قرطاج الدولي |
| الخطوط الجوية التركية             | مطار إسطنبول الدولي |
| Twin Jet                          | مطار ليون سانت إكسوبيري، مطار مارسيليا |
| الخطوط الجوية المتحدة             | مطار نيوآرك ليبرتي الدولي موسمي: مطار أوهير الدولي |
| الخطوط الجوية الأوزبكستانية       | موسمي: مطار طشقند الدولي |
| خطوط فيولينغ الجوية               | مطار برشلونة الدولي، مطار باريس أورلي موسمي: مطار أليكانتي، مطار بلباو، مطار إيبيزا |
| ويز للطيران                       | مطار برج العرب الدولي (تنتهي في 18 يونيو 2023)، مطار الملكة علياء الدولي، مطار أثينا الدولي، Bacau، مطار بودابست فرانز ليست الدولي، مطار كاتانيا-فونتاناروسا، مطار كوميزو-راغوزا (تبدأ في 24 يونيو 2024)، مطار سفنكس الدولي، مطار الملك عبد العزيز الدولي، مطار كراكوف، Kutaisi، Lamezia Terme ‏، مطار غاتويك، مطار مدريد باراخاس الدولي (تبدأ في 24 يوليو 2023)، مطار مراكش المنارة الدولي، مطار مرسى علم الدولي، مطار بودغوريتسا الدولي، مطار فاكلاف هافيل الدولي، مطار بريشتينا الدولي، مطار كيفلافيك الدولي، مطار شرم الشيخ الدولي، مطار سكوبية الدولي، مطار تالين، مطار بن غوريون الدولي، مطار تيرانا الدولي، مطار فيلنيوس، مطار يريفان الدولي موسمي: Corfu، Heraklion، مطار لامبيدوزا، Olbia، مطار بورتو الدولي، مطار الملك خالد الدولي، مطار سكياثوس الدولي، مطار زاكينثوس الدولي ‏ |

### الشحن
| شركـات طيـران                | الوجهات |
| ---------------------------- | --- |
| Amazon Air                   | Cagliari، مطار كاتانيا-فونتاناروسا، مطار لايبزيغ هاله |
| خطوط آسيانا الجوية           | مطار ألماتي الدولي، مطار إنتشون الدولي |
| طيران أطلس[بحاجة لمصدر]      | مطار سخيبول أمستردام، مطار لويس مارين مونيوز |
| كارغولوكس                    | مطار لوكسمبورغ |
| Cargolux Italia[بحاجة لمصدر] | مطار ألماتي الدولي، مطار حيدر علييف الدولي، Curitiba–Afonso Pena ‏، مطار دالاس فورت ورث الدولي، مطار دبي الدولي، مطار هونغ كونغ الدولي، مطار لوكسمبورغ، مطار بينيتو خواريز الدولي، مطار جون إف كينيدي الدولي، مطار نوفوسيبيرسك، مطار كانساي الدولي، مطار لويس مارين مونيوز، مطار فيلنيوس، مطار تشنغتشو الدولي |
| كاثي باسيفيك                 | مطار فرانكفورت، مطار هونغ كونغ الدولي |
| دي إتش إل للطيران            | Ancona، مطار أثينا الدولي، مطار البحرين الدولي، مطار برشلونة الدولي، مطار نيكولا تسلا في بلغراد، مطار بروكسل الدولي، مطار هنري كواندا الدولي، مطار بودابست فرانز ليست الدولي، Cincinnati، مطار كولونيا بون الدولي، East Midlands ‏، مطار لايبزيغ هاله، مطار لندن هيثرو، مطار لندن لوتن، مطار لندن ستانستد، مطار مدريد باراخاس الدولي، مطار نابولي، مطار باريس شارل ديغول، مطار بيزا الدولي، مطار إنتشون الدولي، Thessaloniki، Vitoria، مطار زغرب |
| مصر للطيران للشحن            | مطار القاهرة الدولي |
| الإمارات للشحن الجوي         | مطار آل مكتوم الدولي |
| الخطوط الجوية الإثيوبية      | مطار أديس أبابا بولي الدولي |
| فيديكس إكسبرس[بحاجة لمصدر]   | Ancona، مطار دبي الدولي، مطار قوانغتشو باييون الدولي، مطار ممفيس الدولي، مطار ميونخ الدولي، مطار نيوآرك ليبرتي الدولي، مطار باريس شارل ديغول، مطار بيزا الدولي، مطار شانغهاي بودنغ الدولي، مطار البندقية ماركو بولو |
| كوريا للطيران                | مطار إنتشون الدولي |
| لوفتهانزا للشحن              | مطار فرانكفورت |
| Nippon Cargo Airlines        | مطار سخيبول أمستردام، مطار ناريتا الدولي |
| الخطوط الجوية القطرية        | مطار حمد الدولي، مطار ميونخ الدولي |
| الخطوط السعودية للشحن        | مطار الملك عبد العزيز الدولي، مطار الملك خالد الدولي |
| Silk Way West Airlines       | مطار حيدر علييف الدولي |
| الخطوط الجوية التركية        | مطار إسطنبول الدولي |
| خطوط يو بي إس الجوية         | مطار كولونيا بون الدولي، مطار نابولي |